# 김항
김항(金恒, 1826년 ∼1898년) 호는  일부(一夫)이다. 그의 삶은 자신의 저서인 정역正易을 통하여 확인할 수 있다. 정역에 의하면 그는 평생을 초야에서 주역과 서경을 중심으로 학문을 연구한 역학자易學者이자 유학자儒學者이다. 정역은 십오일언十五一言의 상편과 십일일언十一一言의 하편으로 구성된다. 상하편을 합하면 모두 32 장張 64 쪽의 짧은 글이다. 상편의 끝에는 금화정역도金火正易圖가 있고, 하편의 끝에는 하도河圖와 낙서洛書, 복희팔괘도伏羲八卦圖, 문왕팔괘도文王八卦圖, 정역팔괘도正易八卦圖, 십간원도수十干原度數, 십이월이십사절기후도수十二月二十四節氣候度數가 있다. 일부는 무위시無位詩를 통하여 유불선儒佛仙을 비롯한 다양한 사상, 종교로 드러나기 이전의 도 자체가 정역의 내용임을 밝히고 있다. 일부는 정역을 통하여 형이상과 형이하, 과학의 유물론적 세계와 종교의 형이상적 차원이 둘이 아닌 중도가 자유롭게 펼쳐지는 도학道學의 세계를 제시하고 있다.